# Rudolf-Virchow-Krankenhaus

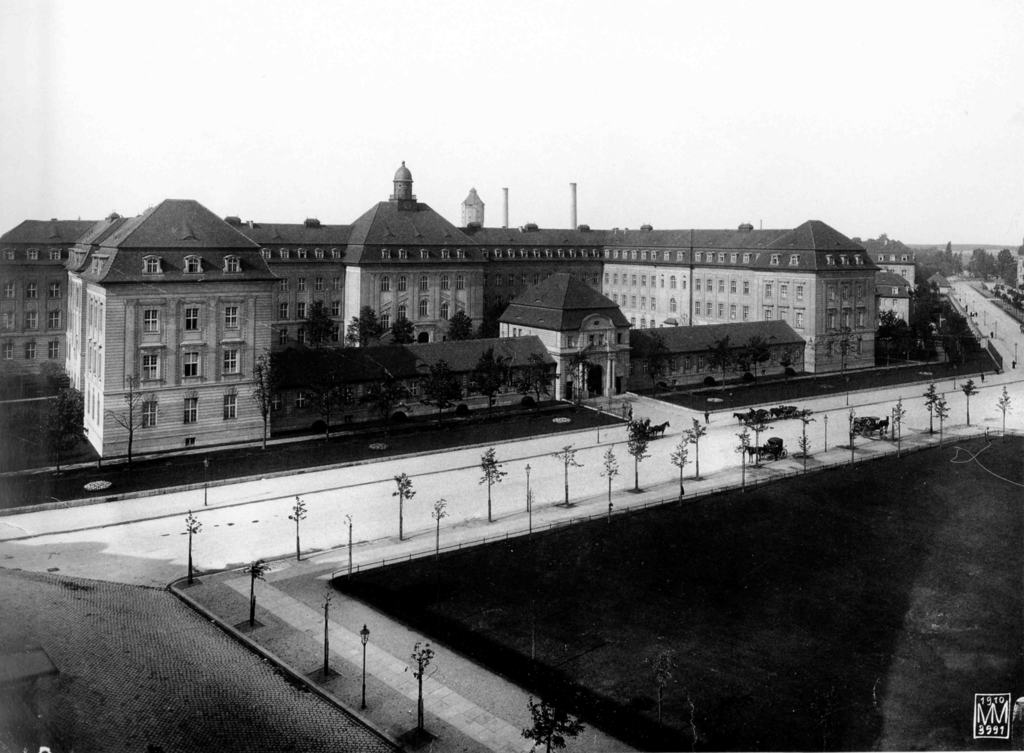
Eingang am Augustenburger Platz, 1910

Das Rudolf-Virchow-Krankenhaus im Berliner Ortsteil Wedding wurde 1899–1906 als städtisches Krankenhaus nach einem Entwurf von Ludwig Hoffmann in Pavillonbauweise errichtet. Der ursprünglich als Gartenstadt konzipierte Klinikkomplex mit seinen 55 freistehenden Gebäuden galt bei seiner Einweihung als modernste Krankenhausanlage Europas. Nach Kriegszerstörungen, Um- und Erweiterungsbauten, die den Verlust eines Großteils der charakteristischen Pavillons mit sich brachten, entwickelte sich das Krankenhaus, das seit 1987 Universitätsklinik ist, zu einem auch heute wieder führenden Gesundheits- und Forschungsstandort in Berlin. Die erhaltenen Gebäude der ursprünglichen Klinikanlage stehen unter Denkmalschutz. Das Klinikum ist seit 1. April 1995 Teil der Charité und trägt den offiziellen Namen Charité Campus Virchow-Klinikum.

## Geschichte

### Notwendigkeit und Vorarbeiten für ein städtisches Krankenhaus
Bedingt durch die stark wachsende Bevölkerungszahl im industriell geprägten Nordwesten Berlins ergab sich die Notwendigkeit, dort ein viertes großes städtisches Krankenhaus zu errichten. Nachdem 1861 Moabit, Wedding und Gesundbrunnen eingemeindet wurden, hatte sich die Bevölkerung von 826.000 im Jahr 1871 auf 1.888.000 im Jahr 1900 mehr als verdoppelt. Zur Jahrhundertwende gab es lediglich drei städtische Krankenhäuser in Berlin: das 1874 eröffnete Krankenhaus am Friedrichshain, das Krankenhaus Moabit, 1875 eröffnet, und das Krankenhaus Am Urban, das 1890 in Betrieb ging. Weiterhin nutzte der Magistrat 300 Belegbetten in der Charité und verwies des Weiteren die Bevölkerung auf konfessionelle Häuser wie das 1846 gegründete St. Hedwig-Krankenhaus in der Großen Hamburger Straße.
Die seit 1835 bestehende preußische Regulatur verlangte aber von Städten über 5000 Einwohnern „eine ausreichende Anzahl Heil- und Pflegeanstalten in eigener Regie“ zu betreiben. Im Wedding existierten bereits die evangelischen Häuser Lazarus-Krankenhaus (1873) und das Paul-Gerhardt-Stift (1898) sowie das Kaiser- und Kaiserin-Friedrich-Kinderkrankenhaus (1890). 1914 kam noch das Jüdische Krankenhaus in der Iranischen Straße dazu.
Nicht zuletzt auch durch die 1883 eingeführte Gesetzliche Krankenversicherung und durch den wissenschaftlichen Fortschritt ergab sich ein erhöhter Bedarf an Krankenhäusern, sodass in der Reichshauptstadt eine Krankenhausbautätigkeit bisher ungeahnten Ausmaßes begann. 1893 entstanden die II. Städtische Irrenanstalt zu Lichtenberg (Herzberge), 1907 die Heilanstalten in Berlin-Buch mit der III. Irrenanstalt mit 40 Gebäuden sowie dem Genesungsheim mit 30 Gebäuden und einem Alte-Leute-Heim mit 21 Gebäuden. Von 1897 bis 1914 erfolgte der Um- und Neubau der Charité mit dem Pathologisch-Anatomischen Museum 1899, der Nervenklinik 1901, der Kinderklinik 1903 und der Chirurgischen Klinik 1904 sowie den beiden Inneren Kliniken 1907 bis 1912 und der modernsten Universitätszahnklinik Europas 1912. Im Jahr 1904 entstand das Krankenhaus Westend, 1906 das Städtische Krankenhaus Pankow, das Humboldt-Krankenhaus in Reinickendorf und das Auguste-Viktoria-Krankenhaus in Schöneberg, 1914 das Oskar-Ziethen-Krankenhaus in Berlin-Lichtenberg und das Krankenhaus Köpenick. Zu Beginn des Ersten Weltkriegs 1914, verfügte Berlin somit über sechs städtische Krankenhäuser.
Im September 1905 berichtete das Berliner Tageblatt:

„Beim Rudolf-Virchow-Krankenhaus stehen 55 Gebäude im Rohbau da; die Baukosten betragen hier 16 ½ Millionen Mark. Mit dem Bau des noch nachträglich verlangten Obduktionshauses der Infektionsbarackenabteilung konnte noch nicht begonnen werden, da die staatliche Genehmigung des Vorentwurfs hierzu erst dieser Tage erfolgt ist. Der innere Ausbau ist dagegen überall so weit vorgeschritten, daß das Krankenhaus im Frühjahr 1906 seiner Bestimmung übergeben werden kann.“

### Eröffnung 1906
Die Namensgebung stand schon lange Zeit fest, denn am 80. Geburtstag von Rudolf Virchow im Oktober 1901 hatte die Stadtverordnetenversammlung beschlossen, den Bau nach ihm zu benennen. Die Eröffnung erfolgte (erst) am 17. September 1906 durch Kaiser Wilhelm II. in Anwesenheit zahlreicher Honoratioren wie dem Oberbürgermeister Martin Kirschner, dem Stadtverordnetenvorsteher und Arzt Paul Langerhans, dem Oberpräsidenten der Provinz Brandenburg August von Trott zu Solz, der Witwe des 1902 verstorbenen Namensgebers Ferdinande Amalie Rosalie Virchow und zwei seiner Söhne. Sie schrieb nach Besichtigung des Krankenhauses einen Dankesbrief an Baurat Hoffmann.

„Sehr geehrter Herr Baurat! […] Ich hatte Ihnen danken wollen, daß nach ihren Angaben unter Ihrer Leitung dieses herrliche Werk entstanden ist, welches den Namen meines geliebten Mannes trägt. Von der Besichtigung kehrte ich tiefbewegten und dankerfüllten Herzens zurück in dem Bewußtsein, daß das Rudolf-Virchow-Krankenhaus das herrlichste Denkmal, auch ganz im Sinne des Verstorbenen bleiben werde, welches ihm jemals gesetzt werden kann. […]“

Als das Rudolf-Virchow-Krankenhaus 1906 eröffnet wurde, galt es als modernste Krankenversorgungseinrichtung Europas und stand als Vorbild für spätere Krankenhausneubauten.
Die ersten Patienten nach der Einweihung des Krankenhauses kamen aus dem Urban-Krankenhaus, es waren 70 Patienten mit Geschlechtskrankheiten, die in den beiden Kliniken für Haut- und Geschlechtskrankheiten aufgenommen wurden. Wilhelm Wechselmann (1860–1942) und Abraham Buschke (1868–1943) wurden zu Leitern der zwei Kliniken berufen. Wechselmann erlangte Bedeutung durch die an seiner Abteilung durchgeführte klinische Erprobung des Salvarsans bei der Syphilistherapie.
Für die Erstbesetzung der Kliniken konnten einige namhafte Berliner Ärzte gewonnen werden: die Chirurgen Otto Hermes (1864–1928) und Moritz Borchardt, der Internist Alfred Goldscheider als Leiter des Krankenhauses von 1906 bis 1910, der Gynäkologe Alfred Koblanck (1863–1928) sowie der Pathologe David von Hansemann. Seit der Eröffnung gab es zwei chirurgische Abteilungen mit jeweils 180 Betten und zwei Operationssälen, geleitet bis 1920 von Otto Hermes und Moritz Borchardt, der 1920 als Direktor an die III. Chirurgische Universitätsklinik am Krankenhaus Moabit wechselte.
Der Chirurg Richard Mühsam kam 1920 an das Krankenhaus. Daneben war er am Institut für Sexualwissenschaft tätig und nahm dort Versuche vor, Homosexualität durch Hodentransplantation zu „heilen“. Der Chirurg Ernst Unger übernahm 1919 die II. Chirurgische Abteilung am Rudolf-Virchow-Krankenhaus. Er wurde durch die ersten fundamentale Arbeiten zur Nierentransplantation bekannt.
Nach dem Ende des Ersten Weltkriegs erforderte die immense Zunahme von Geschlechtskrankheiten eine Erhöhung der Betten in den beiden dermatologischen Häusern, in denen 455 Betten für männliche und 265 Betten für weibliche Patienten zur Verfügung standen. Nach dem Umbau der dermatologischen Abteilung wurde diese ab 1925 von Heinrich Löhe (1877–1961) geführt.
Im Jahr 1931, 25 Jahre nach Gründung des Krankenhauses, hatte sich die Zahl der behandelten Patienten von 15.500 (1907) auf über 30.000 verdoppelt, ebenso wie sich das Spektrum der Operationen erweitert hatte.
Zwischen 1923 und 1938 bestand ein eigenes Standesamt Rudolf-Virchow-Krankenhaus, bevor die Berliner Standesämter auf Bezirksebene zusammengefasst wurden.

### Zeit des Nationalsozialismus
Ab 1933 erfolgte eine bedeutsame Neuorganisation der Abteilungen, die bei einer Reduzierung der Bettenanzahl zu einer Inneren, Äußeren und Dermatologischen Abteilung zusammengefasst wurden. Es entstand zusätzlich eine Urologische und eine Psychiatrisch-Neurologische Abteilung. Weiterhin wurden die großen Krankensäle durch Zimmer für sechs bis acht Patienten ersetzt. Um 1936 konnte die Klinik eine maximale Aufnahmefähigkeit von 2500 Kranken aufweisen (Planbettenzahl: 1900) und rangierte damit unter den Berliner Kliniken an vorderer Stelle.
Von 1935 bis zum Ende des Zweiten Weltkriegs bestand am Rudolf-Virchow-Krankenhaus mit dem Allgemeinen Institut gegen die Geschwulstkrankheiten ein Institut für die Behandlung und Erforschung von Krebserkrankungen unter der Leitung des Radiologen Heinrich Cramer, das unter dem Kuratorium von Ferdinand Sauerbruch in den Jahren 1933–1934 gegründet wurde. Das Institut arbeitete sehr eng mit anderen Kliniken zusammen und vereinte chirurgische, strahlentherapeutische und wissenschaftlich-experimentelle Aspekte.
Willy Usadel (1894–1952) und Walter Sebening leiteten die Chirurgische Klinik von 1933 bis 1934. Zwischen 1935 und 1937 führte August Rütz (1894–1937) die Chirurgie, die nach seinem Tod von Wilhelm Fick (1898–1981), der bis 1937 Oberarzt bei Ferdinand Sauerbruch war und später Chefarzt einer Münchener Privatklinik wurde, weitergeführt wurde. Werner Kressin (geb. 1902) leitete die Abteilung kommissarisch während der Kriegseinsätze der Chefärzte. Am 1. August 1933 wurde die Urologische Abteilung eröffnet, die bis zum vorläufigen Ende 1945 unter der Leitung von Karl Heusch stand. Sie wurde 1943 nach Karlsbad ausgelagert, wobei das gesamte Inventar verloren ging. Nach der Rückkehr nach Berlin begann Heusch mit der Einrichtung einer Ausweichklinik und dem Aufbau der Urologie am Krankenhaus Jungfernheide, bis er dann 1948 endgültig nach Aachen ging. Seine Mitarbeiter an der Klinik waren als Oberärzte Werner Forßmann (1904–1979) und Krafft.

### Nachkriegszeit
Durch die Kriegsschäden sank die Bettenzahl auf 400. Ab September 1945 leitete Walter Mirauer (1882–1948) die Chirurgische Abteilung und nach seinem plötzlichen Tod Wilhelm Heim (1906–1997), der bis zu seiner Pensionierung 1971 Ärztlicher Direktor war. Es entstand erneut eine urologische Fachstation mit über 40 Betten, deren Leitung Kurt Felkl (1918–2013) übernahm.
Mit der Eröffnung des neuen Bettenhauses der Chirurgischen Klinik 1962 gab es auch eine Chirurgisch-Urologische Abteilung, die von Hans Wulsten (1927–1995) ab 1970 geleitet wurde, als die Abteilung ihre Eigenständigkeit als Urologische Klinik erlangte. 1983 wurde Wulsten zum Ärztlichen Direktor des Rudolf-Virchow-Krankenhauses gewählt und blieb es bis zu seiner Pensionierung 1992.
Während der Teilung Berlins diente das Rudolf-Virchow-Krankenhaus ab den 1980er Jahren als Universitätsklinikum der Freien Universität Berlin.

### Nach der deutschen Wiedervereinigung

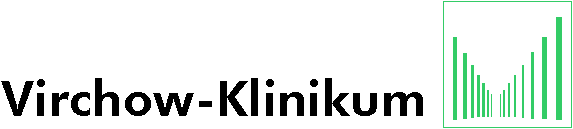
Logo des Virchow-Klinikums, 1996

Seit 1995 gehört das Rudolf-Virchow-Krankenhaus zur Humboldt-Universität und bildet seit 1997 den Campus Virchow-Klinikum (CVK) der Charité. Die damit verbundene umfassende Neu- und Umbautätigkeit endete erst 1998 und machte den Standort zum modernsten Klinikum Europas.
Mitte 2003 wurde die Berliner Hochschulmedizin erneut umstrukturiert: Es kam zur Fusion der Charité mit der medizinischen Fakultät der Freien Universität Berlin. Die Entscheidung erwuchs hauptsächlich aus der angespannten Haushaltslage des Landes Berlin, das der fusionierten Charité eine Einsparvorgabe für das Budget für Forschung und Lehre in Höhe von 98 Millionen Euro mit auf den Weg gab.
Am 3. März 2020 wurde aufgrund der COVID-19-Pandemie die erste Anlaufstelle in Berlin für SARS-CoV-2-Verdachtsfälle eingerichtet.

## Medizinische Versorgung
Laut Krankenhausplan 2020 des Landes Berlin verfügt das Klinikum über 1276 Betten im universitären Bereich. Es ist als eines der sechs Berliner Notfallzentren ausgewiesen, an die erhöhte Anforderungen an Leistungsfähigkeit, Infrastruktur und Aufnahmekapazität gestellt werden, sowie einer der drei Standorte mit Sonderisolierstationen für hochkontagiöse lebensbedrohliche Erkrankungen und das regionale Strahlenschutzzentrum.
Damit Forschung, Lehre und Krankenversorgung besser organisiert werden können, hat die Charité 17 Charitézentren (Eigenschreibweise: CharitéCentren) gegründet. Innerhalb der Zentren arbeiten mehr als 100 Kliniken und Institute. Die Charitézentren sind größtenteils standortübergreifend organisiert. Damit soll die Integration der Standorte gefördert werden. Außerdem sollen alle Charitézentren eine eigenständige Leitung mit Ergebnisverantwortung erhalten. Die folgenden Charitézentren sind am Klinikum ansässig:
- CC 05: Diagnostische und präventive Labormedizin
- CC 06: Diagnostische und interventionelle Radiologie und Nuklearmedizin
- CC 07: Anästhesiologie, OP-Management und Intensivmedizin
- CC 08: Chirurgische Medizin
- CC 09: Unfall- und Wiederherstellungschirurgie
- CC 12: Innere Medizin und Dermatologie
- CC 13: Innere Medizin mit Gastroenterologie und Nephrologie
- CC 14: Tumormedizin
- CC 15: Neurologie, Neurochirurgie und Psychiatrie
- CC 16: Audiologie/Phoniatrie, Augen- und HNO-Heilkunde
- CC 17: Frauen-, Kinder- und Jugendmedizin mit Perinatalzentrum und Humangenetik

Das Klinikum verfügt über spezialisierte Angebote, die zum Teil in Berlin nur hier vorhanden sind. Dazu gehören:
- Stammzelltransplantation
- Kinderonkologie
- Versorgung von Kindern mit Lippen-Kiefer-Gaumenspalten
- Perinatal- und Neonatalversorgung (Perinatalzentrum Level 1)
- Kinder- und Jugendpsychiatrie und -psychotherapie
- Übertragung von Niere, Leber, Pankreas und Darm

Auf dem Klinikgelände befinden sich die folgenden Charitézentren und Institute:
Kliniken auf dem Campus Virchow-Klinikum
- Klinik für Anästhesiologie und operative Intensivmedizin (CC 7)
- Klinik für Augenheilkunde (CC 16)
- Chirurgisch orientierte Kliniken
  - Klinik für Allgemein-, Visceral- und Transplantationschirurgie (CC 8)
  - Klinik für Unfall- und Wiederherstellungschirurgie (CC 9)
  - Klinik für Neurochirurgie (CC 15)
  - Klinik für Mund-, Kiefer- und Gesichtschirurgie (CC 9)
  - Klinik für Hals-, Nasen-, Ohrenheilkunde (CC 9)
- Frauenkliniken
  - Klinik für Frauenheilkunde (CC 17)
  - Klinik für Geburtsmedizin (CC 17)
- Kliniken für Kinderheilkunde und Kinderchirurgie
  - Klinik für Allgemeine Pädiatrie (CC 17)
  - Klinik für Pädiatrie mit Schwerpunkt Kardiologie (CC 17)
  - Klinik für Pädiatrie mit Schwerpunkt Pneumologie und Immunologie (CC 17)
  - Klinik für Pädiatrie mit Schwerpunkt Onkologie und Hämatologie (CC 17)
  - Klinik für Pädiatrie mit Schwerpunkt Neurologie (CC 17)
  - Klinik für Pädiatrie mit Schwerpunkt Nephrologie (CC 17)
  - Klinik für Neonatologie (CC 17)
  - Klinik für Kinderchirurgie (CC 17)
  - Klinik für Psychiatrie, Psychosomatik und Psychotherapie des Kindes- und Jugendalters (CC 17)
  - Sozialpädiatrisches Zentrum (Leitung) (CC 17)
- Medizinische Kliniken
  - Medizinische Klinik mit Schwerpunkt Kardiologie (CC 13)
  - Medizinische Klinik mit Schwerpunkt Onkologie und Hämatologie (CC 14)
  - Medizinische Klinik mit Schwerpunkt Hepatologie und Gastroenterologie (CC 13)
  - Medizinische Klinik mit Schwerpunkt Nephrologie und internistische Intensivmedizin (CC 13)
  - Medizinische Klinik mit Schwerpunkt Infektiologie (CC 12)
- Klinik für Neurologie (CC 15)
- Kliniken und Institute für Strahlenheilkunde und Radiologie
  - Klinik für Strahlenheilkunde (CC 6)
  - Abteilung Kinderradiologie (CC 6)
  - Klinik für Nuklearmedizin (CC 6)
- Institute auf dem Campus Virchow-Klinikum
  - Institut für Experimentelle Pädiatrische Endokrinologie (CC 17)
  - Institut für Laboratoriumsmedizin und Pathobiochemie (CC 5)
  - Institut für Medizinische Genetik und Humangenetik (CC 17)
  - Institut für Medizinische Immunologie (CC 12)
  - Institut für Pathologie (CC 5)
  - Institut für Transfusionsmedizin (CC 14)
  - Institut für Tropenmedizin und Internationale Gesundheit
- Weitere Einrichtungen sind
  - Apotheke
  - Erste Hilfe
  - Patientenaufnahme
  - Stationen
- Ambulantes Gesundheitszentrum Virchow-Klinikum
  - Flugmedizin
  - Gastroenterologie / Hepatologie
  - Geburtshilfe
  - Hämatologie und Onkologie
  - HIV-Tagesklinik / Infektiologie
  - Humangenetik
  - LTX – Ambulanz
  - Nephrologie
  - Nuklearmedizin
  - Radiologie
  - Strahlentherapie
  - Pädiatrische Einrichtungen / MVZ Pädiatrie
  - Pädiatrische Endokrinologie
  - Pädiatrische Diabetesambulanz
  - Pädiatrische Gastrologie
  - Pädiatrische Hämatologie
- Ambulanzen
- Diagnostik und Therapie
- Forschungseinrichtungen
  - Zentrale Forschungslaboratorien (Biomedizinisches Forschungszentrum)
  - Kompetenznetz Herzinsuffizienz
  - Kompetenznetz angeborene Herzfehler
  - Koordinierungszentrum Klinische Studien (KKS)
  - Berlin-Brandenburg Center of Regenerative Therapies (BCRT)
  - Telemedizincentrum Charité (TMCC)
  - CRO Charité Research Organisation
- Lehreinrichtungen und Schulen
- DHZC Deutsches Herzzentrum der Charité

Der Campus ist Sitz des Deutschen Herzzentrums mit 212 Betten (Krankenhausplan 2020), das die östlichen Gebäudeteile nutzt. Hierzu gehört das bereits 1988 eingerichtete Hotel Gästehaus Axel Springer.

## Lage und Architektur

### Grundstück Wedding

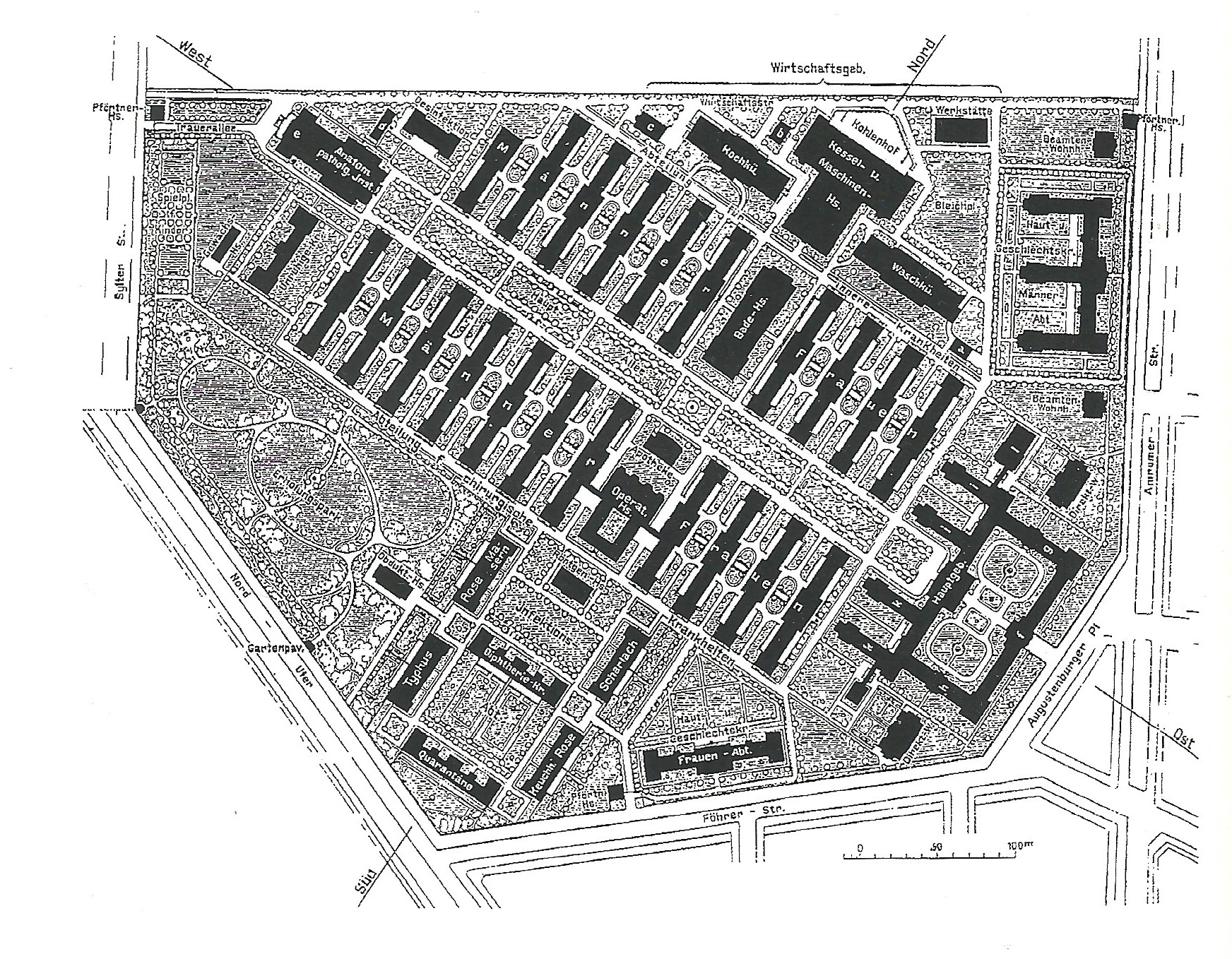
Lageplan 1906

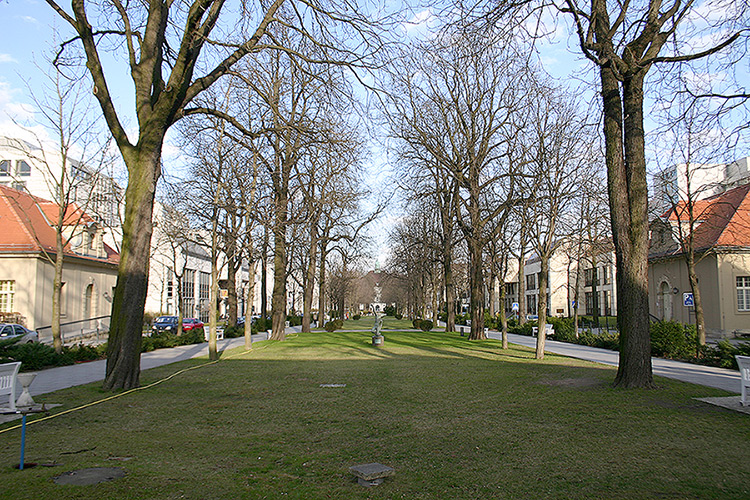
Blick entlang der Mittelpromenade

Der Magistrat von Berlin entschied sich für den Standort im Wedding auf einem weitläufigen baum- und strauchlosen Gelände zwischen Nordufer am Berlin-Spandauer Schifffahrtskanal, Augustenburger Platz, Amrumer-, Föhrer Straße und der Versuchs- und Lehranstalt für Brauerei in der Seestraße. Von den frühen 1820er Jahren bis in die 1850er Jahre befand sich hier die Abdeckerei, die ab 1873 ihren Platz in der Müllerstraße 81 fand und 1908 schließlich nach Rüdnitz bei Bernau verlegt wurde. Somit stand das Gelände, das sich im Eigentum der Stadt befand, zur Verfügung. Für den Standort setzte sich Rudolf Virchow (1821–1902) ein, der maßgeblich an der Planung beteiligt war. Ursprünglich war der Stadtbaurat Hermann Blankenstein, Hoffmans Vorgänger als Stadtbaurat, mit den Planungen beauftragt, die dieser auch bis zu seiner Amtsübergabe 1896 an Hoffmann fertigstellte. Hoffmann hatte aber andere Pläne, die er mit Virchows Unterstützung realisieren konnte. Er orientierte sich an bereits bestehenden Krankenhäusern wie dem 1889 eröffneten Eppendorfer Krankenhaus oder dem 1901 eingeweihten Stadtkrankenhaus Johannstadt in Dresden und favorisierte deshalb den Pavillonstil.
Für die Standortentscheidung spielte nicht nur die Verfügbarkeit des 26 Hektar großen Grundstücks und dessen Lage eine Rolle, sondern auch, dass 1901 direkt gegenüber das Preußische Institut für Infektionskrankheiten entstand. Auf Anregung Robert Kochs wurde im Rudolf-Virchow-Krankenhaus eine Infektionsabteilung eingerichtet. Der Architekt Ludwig Hoffmann begann 1897 mit dem Entwurf, nach dem das Großkrankenhaus 1899–1906 errichtet wurde. Es entstanden 57 Einzelgebäude für 2000 Betten sowie 700 Wohnungen für unverheiratete Krankenschwestern und Pfleger und technisches Personal. Für verheiratete Ärzte gab es 25 Wohnungen. Die Baukosten betrugen 19,1 Millionen Mark (kaufkraftbereinigt in heutiger Währung: rund 142,6 Millionen Euro). Das Virchow-Krankenhaus war der letzte im Pavillonstil errichtete Krankenhausbau.

### Gartenstadt für Kranke

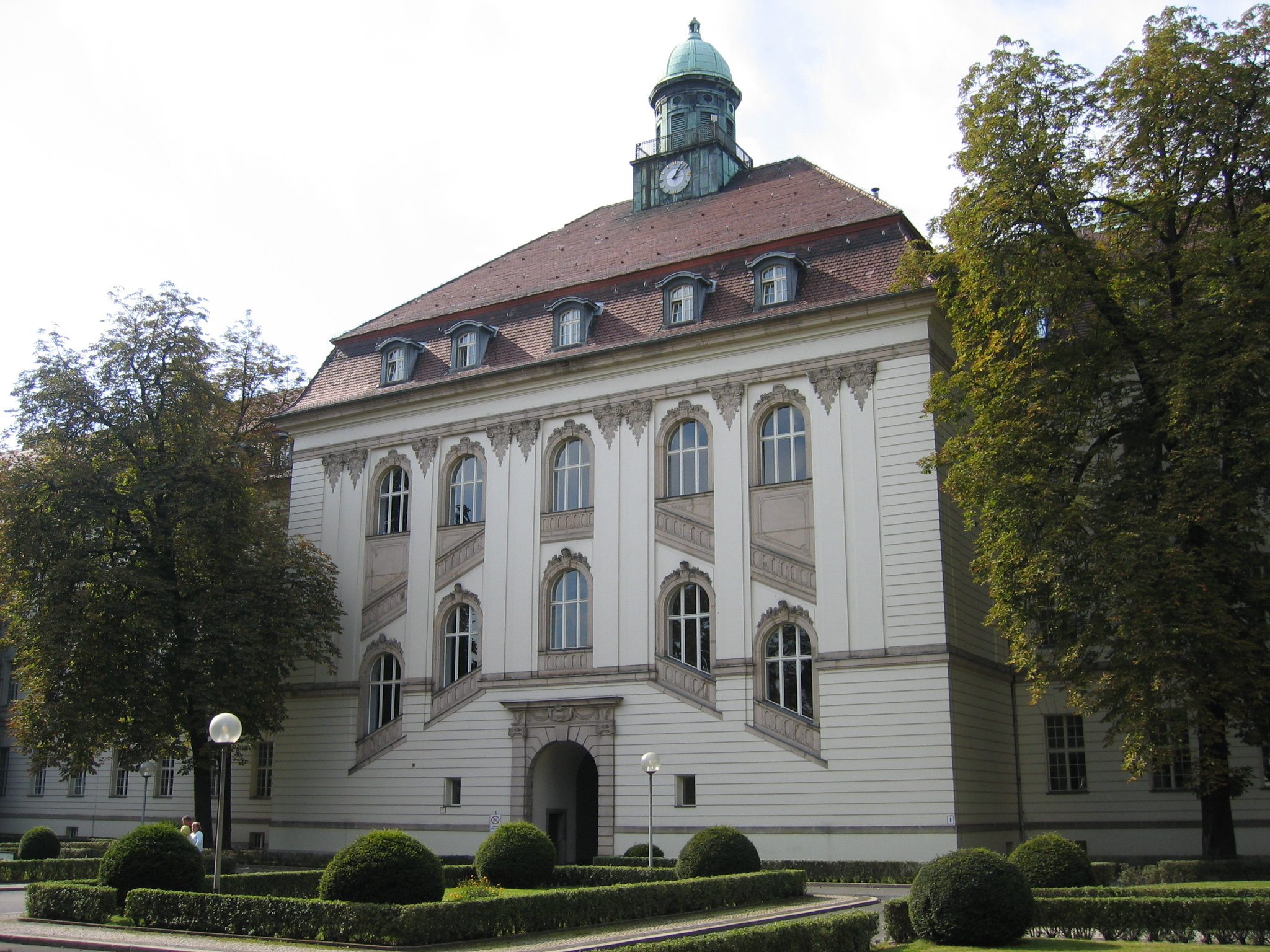
Hauptgebäude

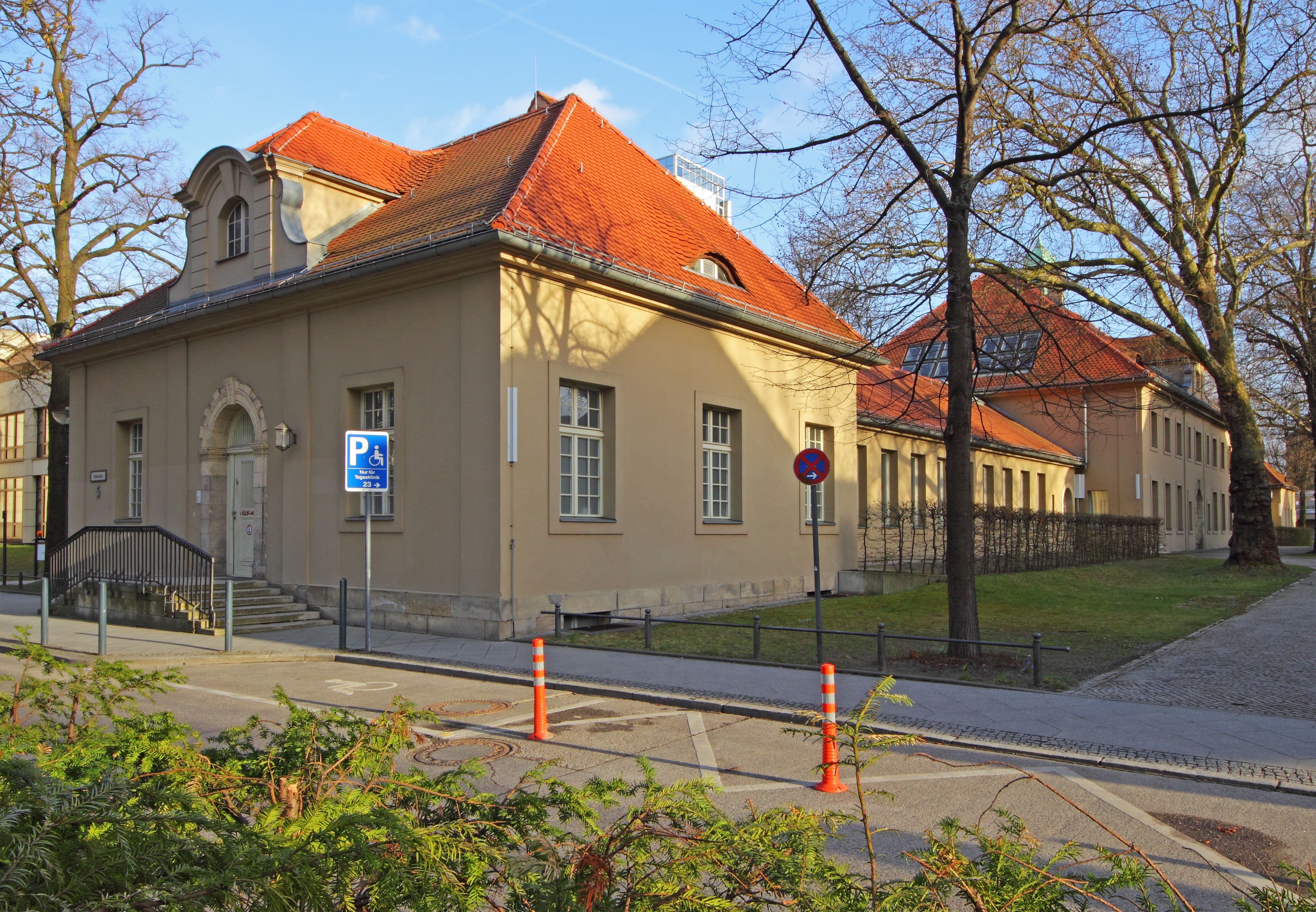
Pavillon für Tagesklinik

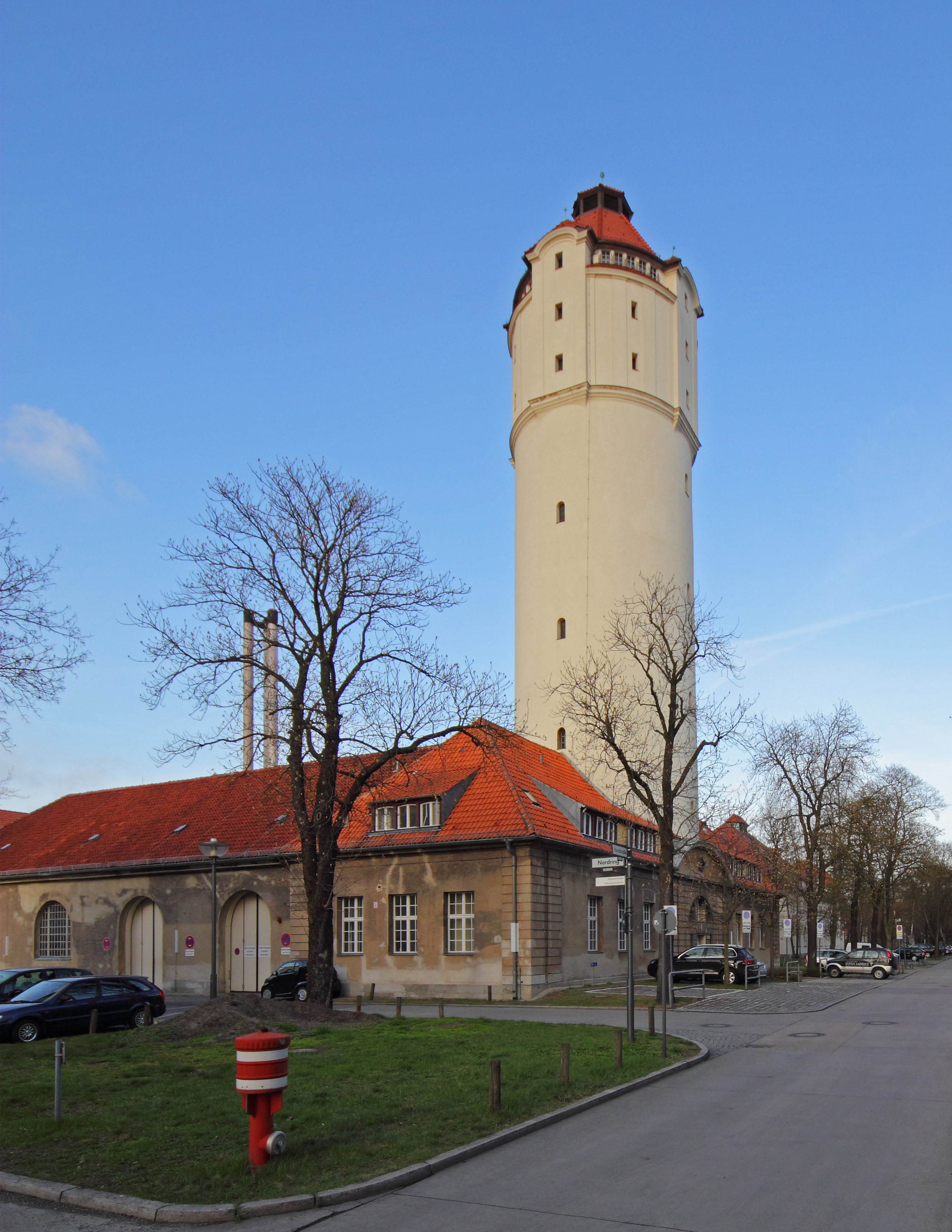
Wasserturm mit Kesselhaus

„Es gelang dem Architekten, die logische Organisation eines neuzeitlichen Krankenhauses, das immerhin für 2000 Patienten angelegt wurde, mit einer überzeugenden städtebaulichen Disposition zu vereinen. Die liebevoll und freundlich gestalteten Bauten, die sich Licht, Luft und Sonne öffnen, sollten aktiv zur Genesung der Kranken beitragen, so dass man von einer ‚Gartenstadt für Kranke‘ sprach. Das Rudolf-Virchow-Krankenhaus verdeutlicht das Bestreben der wilhelminischen Gesellschaft, die sozialen Probleme auf eine vorbildliche und ästhetisch überzeugende Weise zu lösen. Für seine menschliche, sozial verpflichtete Architektur wählte Ludwig Hoffmann überwiegend barocke Bauformen, die an Vertrautes erinnern und das Gefühl der Geborgenheit erwecken. Dazu gehören ziegelgedeckte Mansard- oder Walmdächer, einfache Putzfassaden, Streifenquaderung, Lisenen und kleinteilige Sprossenfenster.“

Bereits vor Baubeginn ließ Hoffmann die 425 Meter lange Längsachse, das „Rückgrat der Anlage“, anlegen und größtenteils mit Linden aus dem Tiergarten bepflanzen, die in der Siegesallee den Blick auf die Denkmale verdeckt hatte. Zwei Drittel des Geländes blieben unbebaut und wurden für die Anlage von Parks und Gartenflächen benutzt. Die fast spiegelsymmetrisch gestaltete Anlage wird durch das an barocke Schlossbauten erinnernde Hauptgebäude am Augustenburger Platz betreten. Daran schließt der Ehrenhof mit seinem Garten an, bevor man den repräsentativen, von einem kupferverkleideten Dachturm gekrönten Mitteltrakt durchschreitet und die Längsachse erreicht. Der Mitteltrakt beherbergt aktuell das Deutsche Herzzentrum. Die Längsachse zeichnete bei ihrer Entstehung einen Lebensweg auf, beginnend mit dem Entbindungshaus links vom Eingang. Entlang der Hauptallee waren die Krankenpavillons aufgereiht, zunächst vier Reihen für Frauen, gefolgt von Operationshaus, Apotheke und Badehaus und weiter nördlich die Versorgungsgebäude mit Kesselhaus und dem weithin sichtbaren Wasserturm. Daran anschließend sechs bzw. sieben Reihen Pavillons für Männer. Am Ende der Hauptallee lag dann die Pathologie mit der Kapelle und einem Pavillon für „unruhige Kranke“. Von der Kapelle führte die Trauerallee zum Friedhof auf der anderen Seite der Seestraße. An der Südseite befanden sich die Quarantäne-Abteilungen für Diphtherie, Scharlach, Keuchhusten und Typhus und daneben ein Erholungspark und Kinderspielplätze. Einen besonderen Stellenwert hatten die Häuser für Haut- und Geschlechtskrankheiten, die sich – getrennt nach Männern und Frauen – zu beiden Seiten des Hauptgebäudes befanden.

### Zerstörung und Wiederaufbau nach 1945

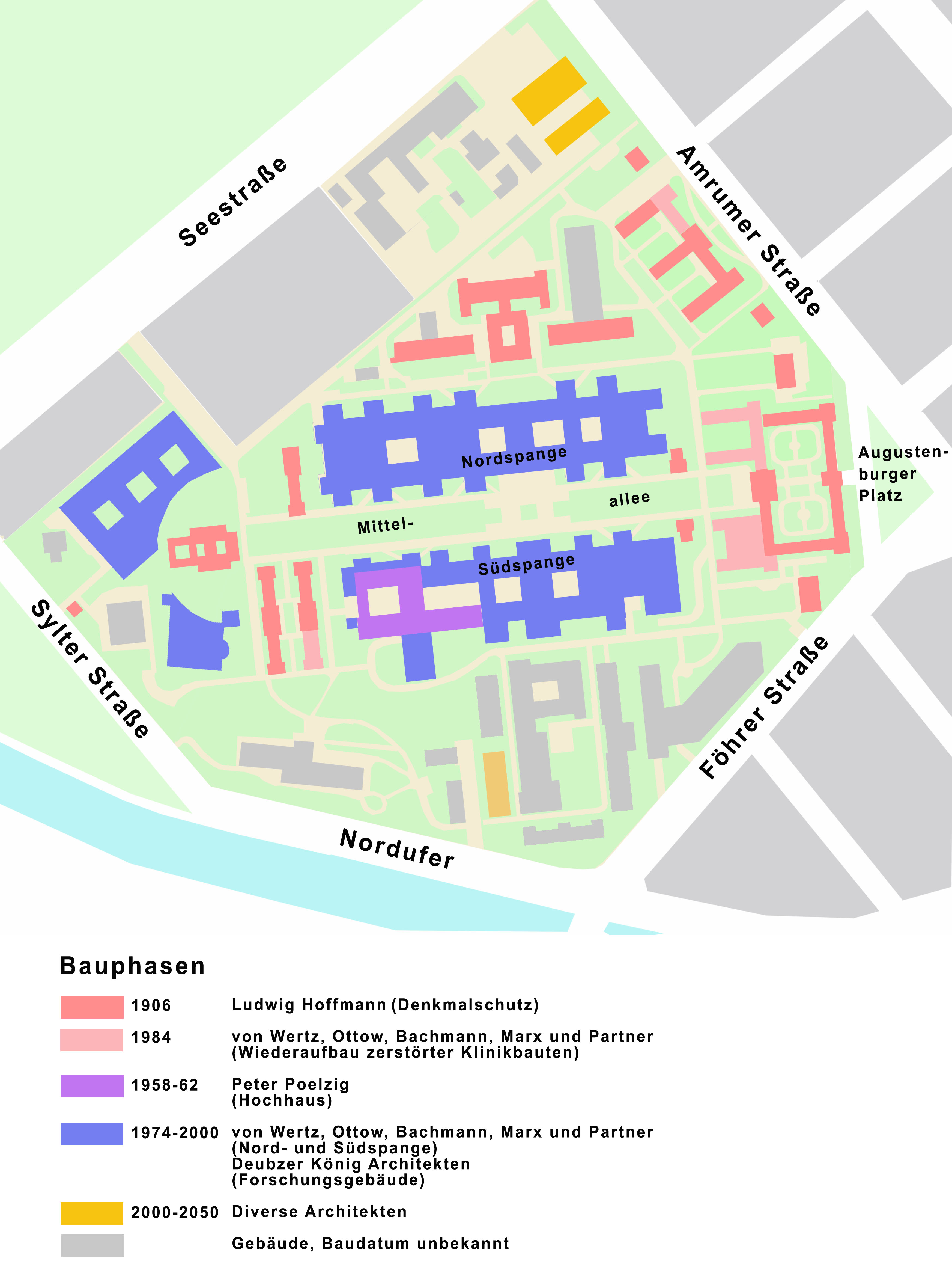
Rudolf-Virchow-Krankenhaus, Bauphasen

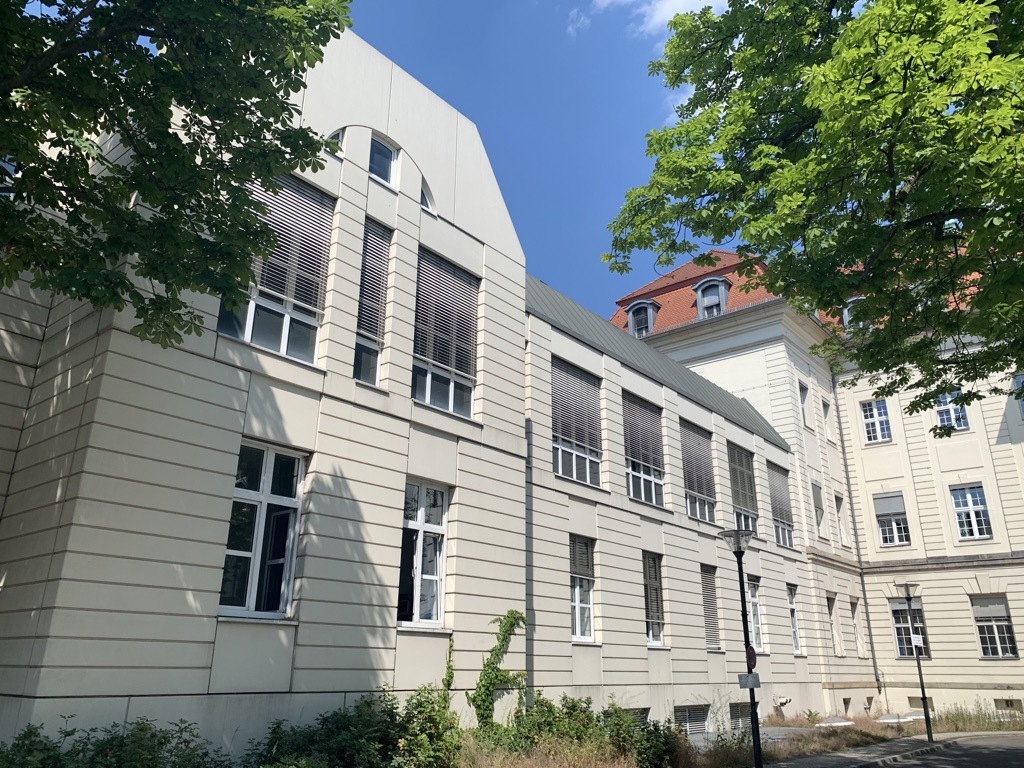
Historisierender Wiederaufbau am Hauptgebäude, 1984

Durch die Kampfhandlungen des Zweiten Weltkriegs wurde das Krankenhaus schwer beschädigt, mehrere Nebengebäude und die Hälfte der Pavillons wurden durch alliierte Luftangriffe zerstört und die Bettenanzahl sank auf 400. Durch einen Teppichangriff im September 1943 wurden bereits große Teile der Klinik zerstört. 1950 begannen die Wiederherstellungsarbeiten an den noch bestehenden Gebäuden. 1958–1962 entstand auf dem westlichen Teil des Klinikgeländes, nahe der Sylter Straße, ein achtgeschossiges Bettenhaus – der erste größere Krankenhaus-Neubau nach dem Krieg. In dem von Peter Poelzig entworfenen achtgeschossigen Gebäude fanden sechzehn Stationen mit 500 Betten Aufnahme. Im zweiten Bauabschnitt entstand ein Behandlungstrakt für Entbindung, Gynäkologie, Urologie und Kieferchirurgie.
Im Jahr 1974 gab es einen Wettbewerb zur Um- und Neugestaltung des Rudolf-Virchow-Krankenhauses. Der 1. Preis ging an das Büro von Werz, Ottow, Bachmann, Marx und Partner. Der Entwurf sah die Errichtung der sogenannten Südspange entlang der Mittelallee vor. Vier der historischen Pavillons mussten diesem Neubau weichen. 1991 war der Komplex fertiggestellt.
1984 wurde ebenfalls von Werz, Ottow, Bachmann, Marx und Partner der Umbau des Herzzentrum geplant und ausgeführt. Dabei wurden die kriegszerstörten Bauteile in Anlehnung an die historische Architektur wieder ergänzt.

### Ab 1987 Universitätsklinikum

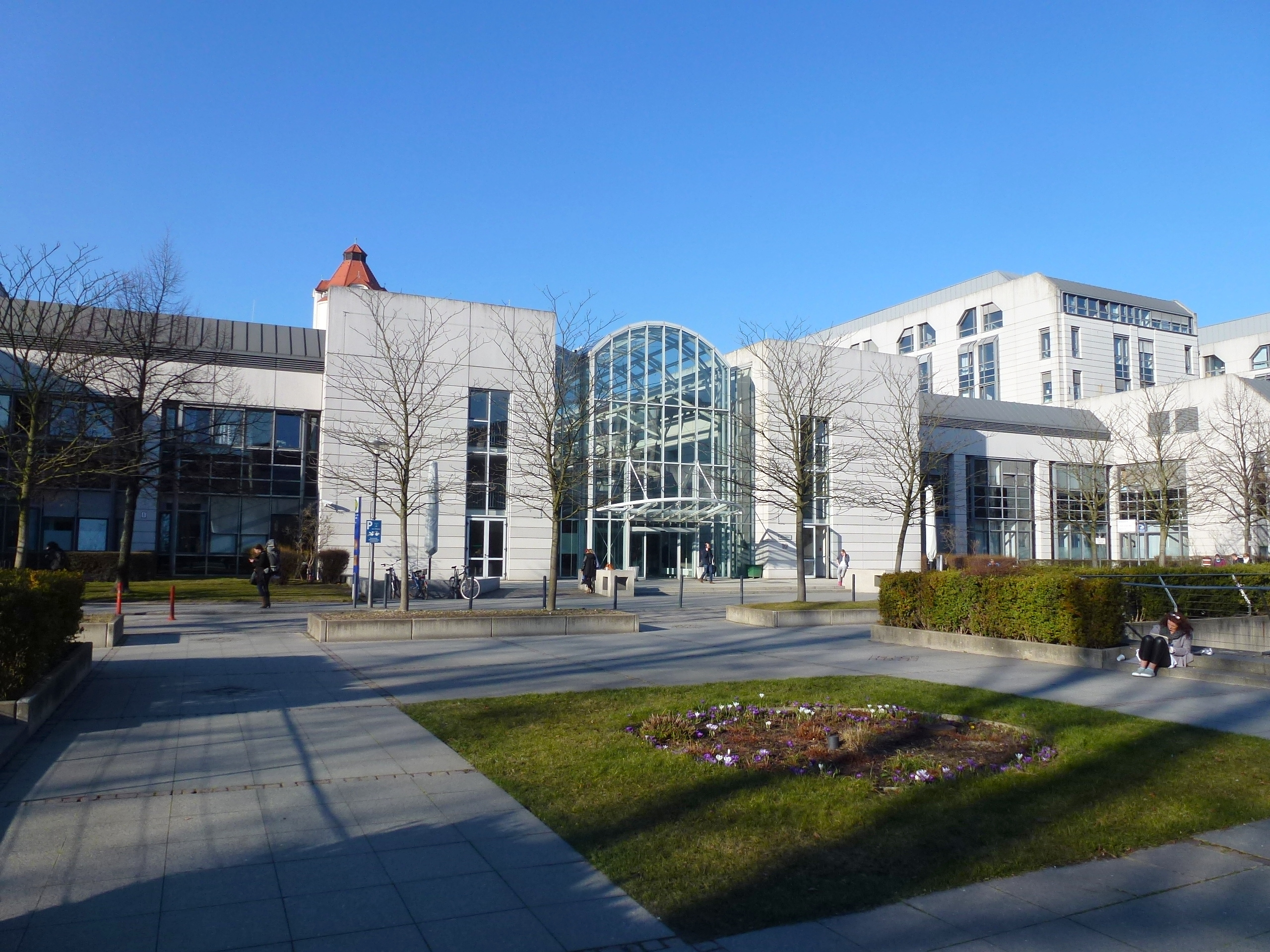
Zentralgebäude Mittelallee 10

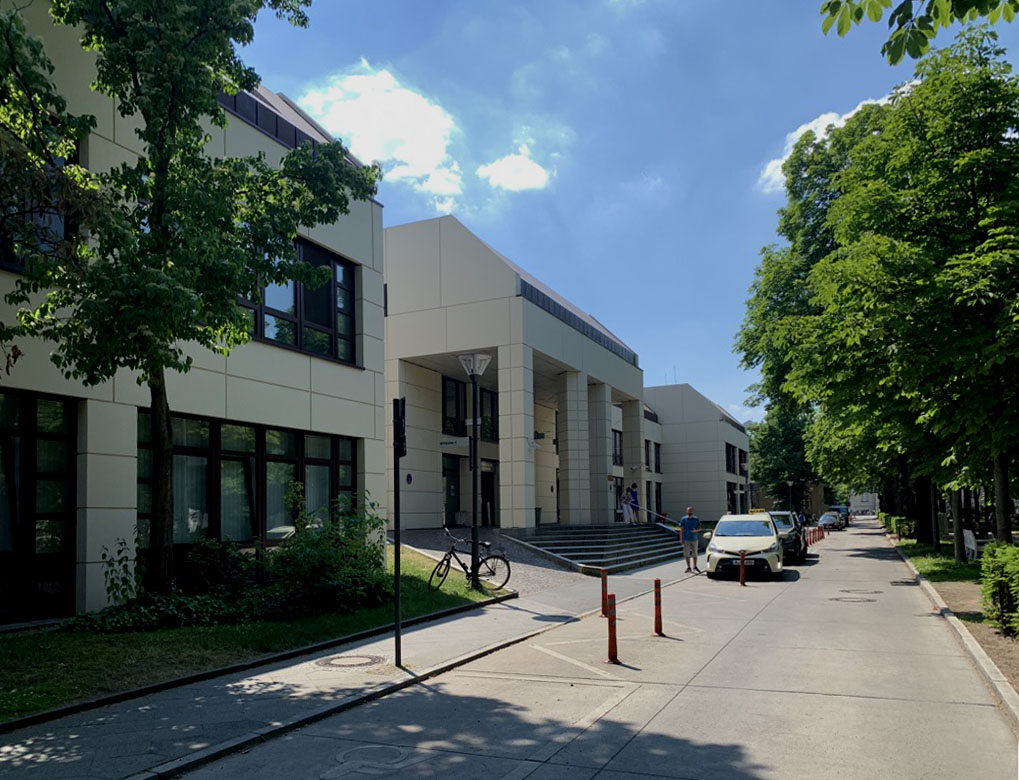
Neue „Pavillons“ an der Mittelallee

Der Status als Universitätsklinikum erforderte ab 1988 erneute Um- und Neubauten des Krankenhauses. Mit der Errichtung der Nordspange wurde der Komplex der eigentlichen Klinikgebäude beidseitig der Mittelallee zum Abschluss gebracht. Entstanden war ein Ensemble von in der Höhe gestaffelten Neubauten, die durch ein klug geplantes inneres Erschließungssystem miteinander verbunden sind. Einerseits sind die Gebäude an der Mittelallee (Nord- und Südspange) durch je eine großzügige Passage untereinander verbunden, andererseits gibt es im Untergeschoss Querverbindungen unter der Mittelallee hinweg, die durch geräumige und begrünte Lichthöfe Tageslicht erhalten. Die Struktur der Gebäude an der Mitteallee soll den Rhythmus der früheren Pavillons aufnehmen, gegen deren Abbruch sich öffentlicher Protest geregt hatte, ohne aber die Zerstörung verhindern zu können. 1990–1996 fand der Umbau des zentralen Klinik-Komplexes an der Mittelallee mit der Errichtung von Forschungs- und Lehrgebäude, entworfen von Deubzer König Architekten, seinen Abschluss. In diesem Zusammenhang wurde die ehemalige Pathologie zur Fachbereichsbibliothek umgestaltet.
Im Dezember 2016 hat die neue Biobank von Charité – Universitätsmedizin Berlin und Berliner Institut für Gesundheitsforschung / Berlin Institute of Health (BIH) ihren Betrieb aufgenommen. Damit wurde am Campus Virchow-Klinikum eine deutschlandweit besondere Forschungsinfrastruktur geschaffen. Der Neubau, entworfen von erchinger wurfbaum architekten PartGmbH, ist eines der ersten Laborgebäude in Holzbauweise in Deutschland. Seit 2019 bauen die Charité – Universitätsmedizin Berlin und die Technische Universität Berlin ihre Kooperation zu einer strategischen Partnerschaft aus und entwickeln einen gemeinsamen Bio- und Medizintechnologie Campus. Auf dem rund 11.800 m² großen Areal an der Seestraße werden zukünftig Mediziner mit Naturwissenschaftlern und Ingenieuren Themen der Onkologie, Immunologie sowie Regenerativen Medizin erforschen. Kernstück des Campus soll das neue Wissenschaftshaus Der Simulierte Mensch sein, das über eine Nutzfläche von 3150 Quadratmetern verfügt. Das Gebäude soll bis 2023 fertiggestellt sein.
Von der ursprünglichen Krankenhausanlage sind erhalten geblieben: das Eingangsgebäude, genutzt von Deutschen Herzzentrum, drei Pavillons am Ende der Hauptallee, die ehemalige Pathologie (aktuell: Medizinische Bibliothek der Charité), die Quarantäne-Pavillons an der Föhrer Straße (aktuell vom Gästehaus Axel Springer genutzt), die Gebäude für Haut- und Geschlechtskrankheiten an der Amrumer Straße sowie Gebäude des Wirtschaftstraktes, das Kessel- und Maschinenhaus mit ehemaliger Koch- und Waschküche und dem Wasserturm. Diese Gebäude stehen unter Denkmalschutz.
Das Klinikensemble mit dem Kernstück dieser denkmalgeschützten Ursprungsbauten und der Mittelallee, den Erweiterungsbauten der 1960er bis 1990er Jahre und den Neubauten jüngerer Zeit wird als Gesamtheit für die zukünftigen Aufgaben in der Patientenversorgung, Forschung und Bildung weiterentwickelt. Dazu fand 2020 ein Wettbewerb zur Gesamtentwicklungsplanung des Charité Campus Virchow-Klinikum in Berlin statt, den Nickl & Partner Architekten gewannen. Der Campus Virchow-Klinikum der Charité Universitätsmedizin im Norden Berlins wird in einer langfristigen Entwicklungsplanung bis 2050 grundlegend umstrukturiert und erweitert. Die Umstrukturierung sieht unter anderem eine Neuausrichtung und stärkere Öffnung zum Berlin-Spandauer-Schifffahrtskanal vor.